# 국도 제50호선 (일본)
일본 50번 국도(일본어: 国道50号→국도 50호)는 일본 군마현 마에바시시부터 이바라키현 미토시를 잇는 총 연장 144.2km의 일본의 일반 국도 노선이다.